# Улица Чехова (Санкт-Петербург)
У́лица Че́хова — улица в Центральном районе Санкт-Петербурга. Проходит от улицы Жуковского до улицы Некрасова.
Первоначальное название улица получила по фамилии домовладельца, генерала, участника Отечественной войны 1812 года, обер-полицмейстера Ф. Ф. Эртеля. В 1923 году была переименована в память о писателе А. П. Чехове.
Проложена во второй половине XVIII века. Застроена в конце XIX — начале XX веков доходными домами.

## Примечательные здания
- Дом 2 (ул. Жуковского, 10) — в этом доме в 1863—1870 годах жил физиолог И. М. Сеченов.  7810521000
- Дом 3 — доходный дом В. Ф. Краевского (1881—1882, архитектор М. И. фон Валькер).  791410029470005
- Дом 6 — собственный дом издателя А. С. Суворина (1888—1890, архитекторы В. Ф. Харламов и Ф. С. Харламов), в котором останавливался Чехов во время приездов в Петербург. Теперь это здание занимает Торгово-Экономический техникум. На пятом этаже расположены Северо-Западное Управление «Росалкогольрегулирования» и НОУ Школа Русской Драмы имени Игоря Олеговича Горбачева при Александринском театре.  7831734000
- Дом 7 — доходный дом, построенный в 1910—1911 годах по проекту Л. В. Богусского. При строительстве в новое здание был включен существовавший дом (доходный дом Е. Томиловой, к настоящему времени был надстроен).
- Дом 10 — бывший дом и экипажный магазин «Неллис» К. К. Неллина (1866, архитектор В. Ф. фон Геккер). Именно здесь в мае 1896 года русским изобретателем П. А. Фрезе был создан первый в России автомобиль. В конце 1910 года акционерное общество Руссо-Балт приобрело «Экипажную фабрику Фрезе и К» — российского автопроизводителя-первопроходца. Мастерские были преобразованы в станцию техобслуживания автомобилей Руссо-Балта[1].  783173600
- Дом 11 построен в 1876—1877 годах архитектором А. И. Долотовым в стиле поздней эклектики.
- Дом 13 — типография газеты «Новое время» А. С. Суворина (1882—1883, архитектор В. Г. Шаламов).  7831737000
- В доме 18/7 (1829—1830, архитектор К. А. Тон) жил со своей семьёй писатель, поэт, публицист, литературный критик Николай Александрович Энгельгардт. Его дочь Анна стала второй женой Н. Гумилева. Ныне в доме размещаются службы Некрасовского телефонного узла.